# Институт биологии Карельского научного центра РАН
Институ́т биоло́гии Каре́льского нау́чного це́нтра РАН (ИБ КарНЦ РАН) — Федеральное государственное бюджетное учреждение науки, структурное подразделение в составе Карельского научного центра Российской Академии наук (г. Петрозаводск).

## История
Институт создан в соответствии с распоряжением Президиума АН СССР № 2167 от 10 декабря 1951 года, распоряжением государственной штатной комиссии при Совете Министров СССР № 7-3021 от 24 сентября 1952 года и № 7-591 от 20 февраля 1953 года, приказом по Карело-Финскому филиалу АН СССР № 87 от 29 апреля 1953 года как Институт биологии Карело-Финского филиала АН СССР.
В соответствии с распоряжением Президиума АН СССР от 4 декабря 1991 года № 10103-790 «Об организации Российской академии наук» переименован в Институт биологии Карельского научного центра Российской академии наук.
На основании постановления Президиума Российской академии наук от 18 декабря 2007 года № 274 переименован в Учреждение Российской академии наук — Институт биологии Карельского научного центра РАН.
В организацию и развитие института и его подразделений значительный вклад внесли известные учёные-биологи: член-корреспондент АН СССР Ю. И. Полянский, член-корреспондент АН СССР Н. И. Пьявченко, доктора наук И. Ф. Правдин, А. С. Лутта, В. Д. Лопатин, В. П. Дадыкин, И. А. Петров, А. И. Коровин, С. Н. Дроздов, член-корреспондент РАН Н. Н. Немова.

## Руководители института
- Ю. И. Полянский (1953—1956)
- И. А. Петров (1956—1958)
- А. И. Коровин (1959—1961)
- С. Н. Дроздов (1961—1996)
- Н. Н. Немова с 1996 года.

## Структура
- Лаборатория экологической биохимии
- Лаборатория генетики
- Лаборатория болотных экосистем
- Лаборатория зоологии
- Лаборатория паразитологии растений и животных
- Лаборатория экологии и географии почв
- Лаборатория экологической физиологии животных
- Лаборатория экологии рыб и водных беспозвоночных
- Лаборатория экологической физиологии растений
- Группа иммунологии